# 篤布孤薩部落
篤布孤薩部落（達悟語：Doboskosan），亦可稱做吉卡法嘟岸部落（Jikavatoan/Jikavatoan），是台灣達悟族傳說中的部落，擁有當時最好的捕魚和造船技術，但後來卻因故而消失。

## 簡述
傳說中蘭嶼上本來有八個達悟族部落，其中篤布孤薩部落是唯一可以製造出能承載十六人或十八人的拼板舟的部落，也因為他們造的船很好、能夠航行到很遠的地方捕魚，他們的漁獲量也遠勝其他部落；另外，篤布孤薩部落也發展出特殊的壺葬文化，他們會將死者放進特製的甕裡再埋起來，其他族人那種放進普通的棺木的作法對他們而言反而是種不敬，他們會在老年人還在世的時候就先為他們製作甕棺，若製作過程中甕棺毀損了，表示老人還可以活一段時間、若甕棺順利完成，代表老人將在一年內去世。
雖然漁人部落和紅頭部落有試著模仿他們製作甕棺，但因為蒐集陶土太麻煩了而放棄。

## 消失
後來因為發生水災、造成山崩，篤布孤薩部落被整個淹沒而消失，也有傳說認為是部落中的人素行不良、，被天神懲罰而消失的三個部落之一。

## 考古
考古學家曾在紅頭部落和椰油部落附近一帶發現甕棺、玻璃珠、人骨、貝器等物品，並依照族人對當地的稱呼命名為Lobusbussan文化（出海口、出水口或滲水的意思。），認為該文化很有可能是達悟族的祖先痕跡，其發現跟傳說中的篤布孤薩部落相當類似。